# 渡邉泰憲
渡邉 泰憲（わたなべ やすのり、1974年6月2日 - 2010年4月3日）は、日本の元ラグビー選手。

## プロフィール
- 北海道千歳市生まれ東京都板橋区出身。
- ポジションはフランカー(FL)。
- 身長 192cm、体重 104kg
- 日本代表キャップは32。
- 愛称は「まんきち」[1]。

## 来歴
保善高校でラグビーを始める。花園への出場はならなかったものの、高校日本代表に選出されイングランド遠征に参加。
日本体育大学に進み、3年で関東大学対抗戦優勝を経験する。大学4年次の1996年に日本代表に選出され、5月11日の香港戦で初キャップを獲得。
卒業後、東芝に入社。NO.8からフランカーにコンバートされ1997年度全国社会人大会優勝、日本選手権優勝。1998年度日本選手権優勝でチームは3連覇を達成。1999年にW杯代表に選出。以来3大会連続出場を果たす。
2009年に現役を引退し、以降は社業としての営業職に専念していた。
2010年4月3日午後9時半ごろ、JR横須賀線鎌倉駅内で電車にはねられ死亡した。会社関係者と酒を交わして帰宅する最中の出来事であり、本人の遺書等は見つかっておらず、事故の可能性が高いとみられる。